# Bryomima defreina
Bryomima defreina är en fjärilsart som beskrevs av Hermann Hacker 1986. Bryomima defreina ingår i släktet Bryomima och familjen nattflyn. Inga underarter finns listade i Catalogue of Life.